# David Carr
David Michael Carr (8 de setembro de 1956 – 12 de fevereiro de 2015) foi um autor, escritor e colunista americano. Ele escreveu a coluna Media Equation e cobria cultura para o The New York Times.

## Início
Carr nasceu em Minneapolis, Minnesota, filho de Joan Laura Carr (née O'Neill), líder comunitária local, e John Lawrence Carr.Ele tinha três irmãos e três irmãs e cresceu no suburbio de Minnetonka. Frequentou a Universidade de Wisconsin–River Falls e a Universidade de Minnesota, graduando-se em psicologia e jornalismo.

## Carreira
No começo da década de 1980, Carr consegui seu primeiro emprego no semanário alternativo Twin Cities Reader onde se tornou editor. Também editou  o Washington City Paper. Ele escreveu frequentemente sobre a mídia para as revistas The Atlantic Monthly e  New York.
Ingressou no The New York Times em 2002, onde era repórter cultural  e escrevia o blog The New York Times Carpetbagger. Ele permaneceu no The New York Times até sua morte.
Em seu livro de memórias de 2008, The Night of the Gun, Carr detalhou suas experiências com o vício em cocaína e incluiu entrevistas com pessoas de seu passado, abordando suas memórias como uma reportagem sobre si mesmo. Excertos do livro foram publicados na The New York Times Magazine.
Carr recebeu crédito por lançar a carreira de Lena Dunham e foi descrito por John Koblin, do Gawker, como o  "pai da série de TV Girls.
Foi destaque no  documentário de 2011  Page One: Inside the New York Times, onde apareceu entrevistando funcionários da Vice, de quem Carr disse faltar conhecimento jornalístico.  O artigo sobre a Vice foi notável pelo claro conflito entre o novo jornalismo online e o jornalismo tradicional.
Em 2014, ele foi nomeado Professor Lack de Estudos de Mídia na  Boston University.

## Vida pessoal
Carr divorciou-se de sua primeira esposa, Kimberly,em 1986. Em 1988,ele teve filhas gêmeas, Erin and Meagan, com uma ex-namorada chamada Anna. O casal perdeu a custódia das filhas, que ficaram sob tutela de cuidadores até que Carr passasse por uma  reabilitação e ganhasse custódia das meninas.
Casou com sua segunda esposa, Jill L. Rooney, em 1994; o casal teve uma filha, Maddie. Ele descreveu-se como católico romano praticante. Ele morou em Montclair, New Jersey,com sua esposa e três filhas.
Carr enfrentara o linfoma de Hodgkin anteriormente e declarou ter desenvolvido sua voz rouca durante sua cobertura das s consequências do ataques de 11 de setembro.

## Morte e legado
Carr morreu em 12 de fevereiro de 2015, após desmaiar na redação do The New York Times . Ele fora diagnosticado com pneumonia, e morreu de complicações de câncer de pulmão metastático (carcinoma neuroendócrino metastático celular). Ele foi transportado para o St. Luke's–Roosevelt Hospital, onde morreu mais tarde.A autópsia mostrou que doença cardíaca foi uma causa que contribuiu para sua morte.
Em setembro de 2015, The New York Times anunciou que uma bolsa em seu nome seria oferecida para o desenvolvimento de jornalistas.

## Publicações
- The Night of the Gun: A Reporter Investigates the Darkest Story of His Life, His Own. New York: Simon & Schuster, 2008. ISBN 978-1-416-54152-3.

## Aparecimentos notáveis
- 2008: Book Discussion on The Night of the Gun, Olssen's Books & Records, Washington, D.C., "Book TV," C-SPAN 2. September 17, 2008.[27]
- 2011: Page One: Inside the New York Times
- 2013: IAmA columnist and reporter on media and culture for the New York Times[28]
- 2014: Commencement Address to the UC Berkeley, Graduate School of Journalism Class of 2014[29]